# Emblema nacional de Cabo Verde
El emblema nacional de Cabo Verde contiene un círculo azul dentro del cual está escrito el nombre de la nación en portugués: “República de Cabo Verde”. Dentro del círculo hay una antorcha plateada y un triángulo equilátero, también en azul, símbolos de libertad y unidad nacional. Los elementos mencionados figuran sobre un fondo de color blanco limitado por dos circunferencias concéntricas de color azul y están situados sobre tres líneas horizontales, también azules.
En la parte superior del emblema hay una plomada de oro, alineada con el vértice del triángulo equilátero, superpuesta sobre las dos circunferencias en su parte superior, como símbolo de justicia, verticalidad y la rectitud que constituyen la "clave" de la constitución de Cabo Verde; tres eslabones de la cadena están en la parte inferior.
A ambos lados de la circunferencia exterior aparecen colocadas cinco estrellas doradas de cinco puntas cada una. Estas estrellas, que también figuran en la bandera nacional, representan las islas que forman Cabo Verde. En la parte inferior del escudo aparecen representados tres eslabones y dos ramas de palma de color verde. Este emblema reemplaza la variante anterior con la concha marina que había estado en uso desde la independencia. El emblema actual fue adoptado en 1992.

## Antecedentes y armas históricas
El 8 de mayo de 1935, Portugal introdujo un nuevo escudo de armas para sus colonias, incluidas Cabo Verde, Santo Tomé y Príncipe y Guinea-Bisáu (entonces Guinea portuguesa). Las armas de 1935 se describen de la siguiente manera: «Todas las armas eran del mismo modelo: divididas verticalmente de tal manera que se forman dos sub-escudos. El diestro era blanco con cinco pequeños escudos azules cada uno con cinco discos blancos (es decir, la cruz de quinas que representa la patria). El siniestro representaba la colonia. En la base, ondas verdes y blancas para indicar la ubicación en el extranjero. Para completar la insignia, los brazos se colocaron sobre una esfera armilar dorada con una corona mural dorada». El 11 de julio de 1951 se introdujo una versión ligeramente revisada, que se utilizó hasta el 5 de julio de 1975.
La bandera de reemplazo después de la independencia en 1975, en uso desde entonces hasta 1992, usó colores más típicos de las naciones africanas, con rojo, verde y amarillo, casi idénticos a la bandera de Guinea-Bisáu. A la izquierda, en la parte roja de la bandera, estaba el escudo de armas, en uso desde el 5 de julio de 1975 hasta el 22 de septiembre de 1992. Presentaba una gran estrella negra, rodeada por una corona de maíz amarillo azafrán y verde y una concha de vieira en el centro, también de color azafrán/ámbar. El escudo de armas independiente, que no se usa en la bandera, presentaba la misma corona de maíz amarillo azafrán y verde y una concha de vieira en el centro en la parte inferior, pero la estrella era más pequeña y complicada con varias otras características, que incluyen una rueda dentada y algo parecido a un libro. El emblema nacional actual de Cabo Verde fue adoptado en 1992 al mismo tiempo que la bandera nacional, 17 años después de que la nación isleña se independizara.El lema UNIDADE • TRABALHO • PROGRESSO aparece en la parte exterior del escudo y significa Unidad, Trabajo, Progreso. El emblema de Cabo Verde del 22 de septiembre de 1992 al 23 de noviembre de 1999 tenía un tono azul más claro y una antorcha dorada sobre un triángulo rojo. Como tenantes, tres eslabones de oro, dos ramas de palma de sinople y diez estrellas de oro.

## Simbolismo
El círculo del emblema actual está rodeado por diez estrellas, que representan las islas de Cabo Verde, y es similar al simbolismo de la bandera de Cabo Verde. La plomada simboliza la justicia y la rectitud que constituyen la "clave" de la constitución de Cabo Verde. El triángulo equilátero simboliza la unidad, la igualdad y los derechos civiles de las personas reconocidos por el sistema democrático. La antorcha simboliza la libertad conquistada tras muchos años de lucha. El mar simboliza la nostalgia. Las palmas simbolizan la victoria obtenida en la lucha por la independencia nacional.

## Escudos históricos

Escudo de armas del Cabo Verde portugués entre 1933 y el 8 de mayo de 1935
Escudo durante la época colonial portuguesa (1935-1951)
Escudo durante la época en que Cabo Verde fue provincia portuguesa (1951-1975)
Escudo de armas menor entre el 8 de mayo de 1935 y el 5 de julio de 1975
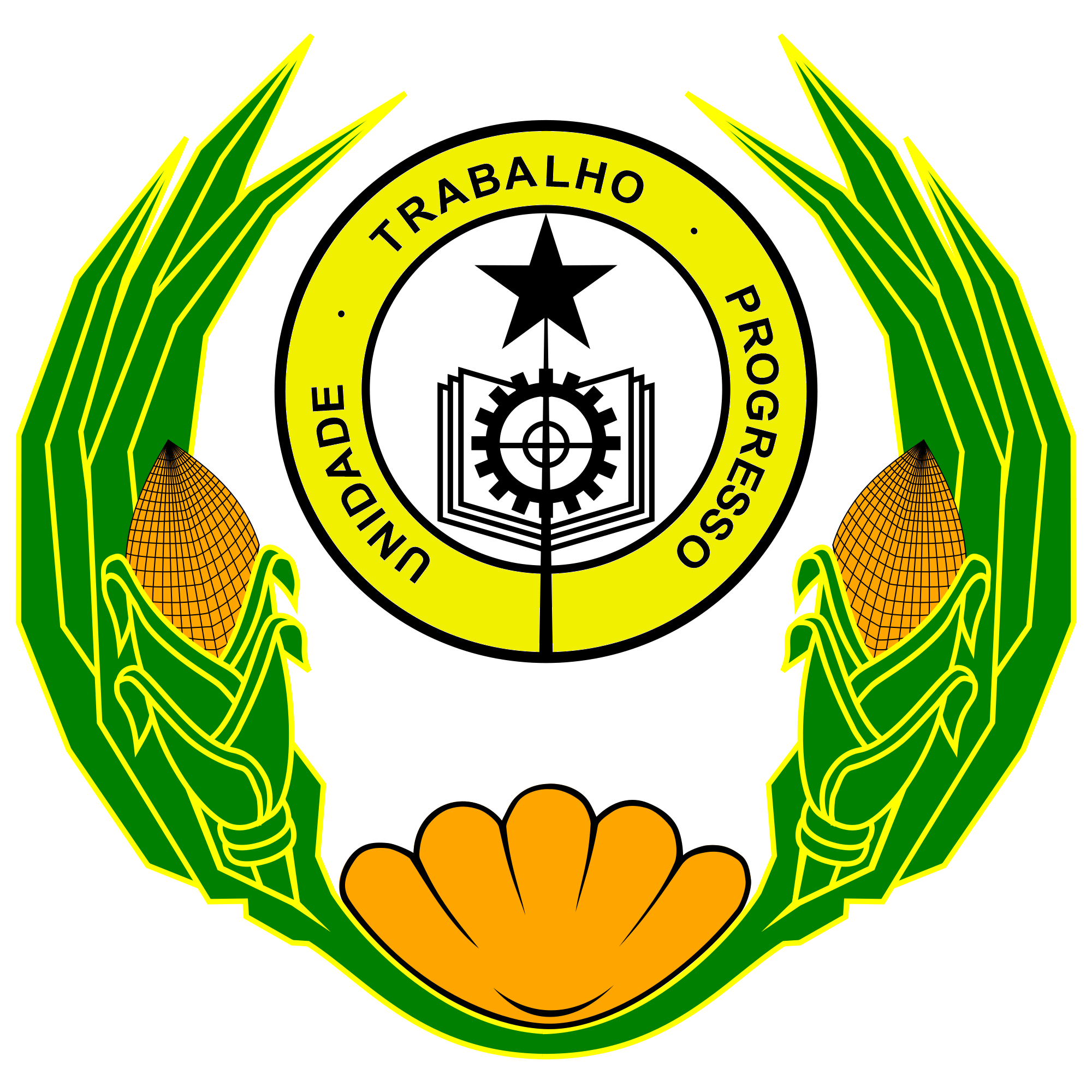
Escudo de la República de Cabo Verde (1975-1992)
Sello Nacional de Cabo Verde (1975-1992)
Escudo de armas de Cabo Verde (1992-1999)